# Манні галушки

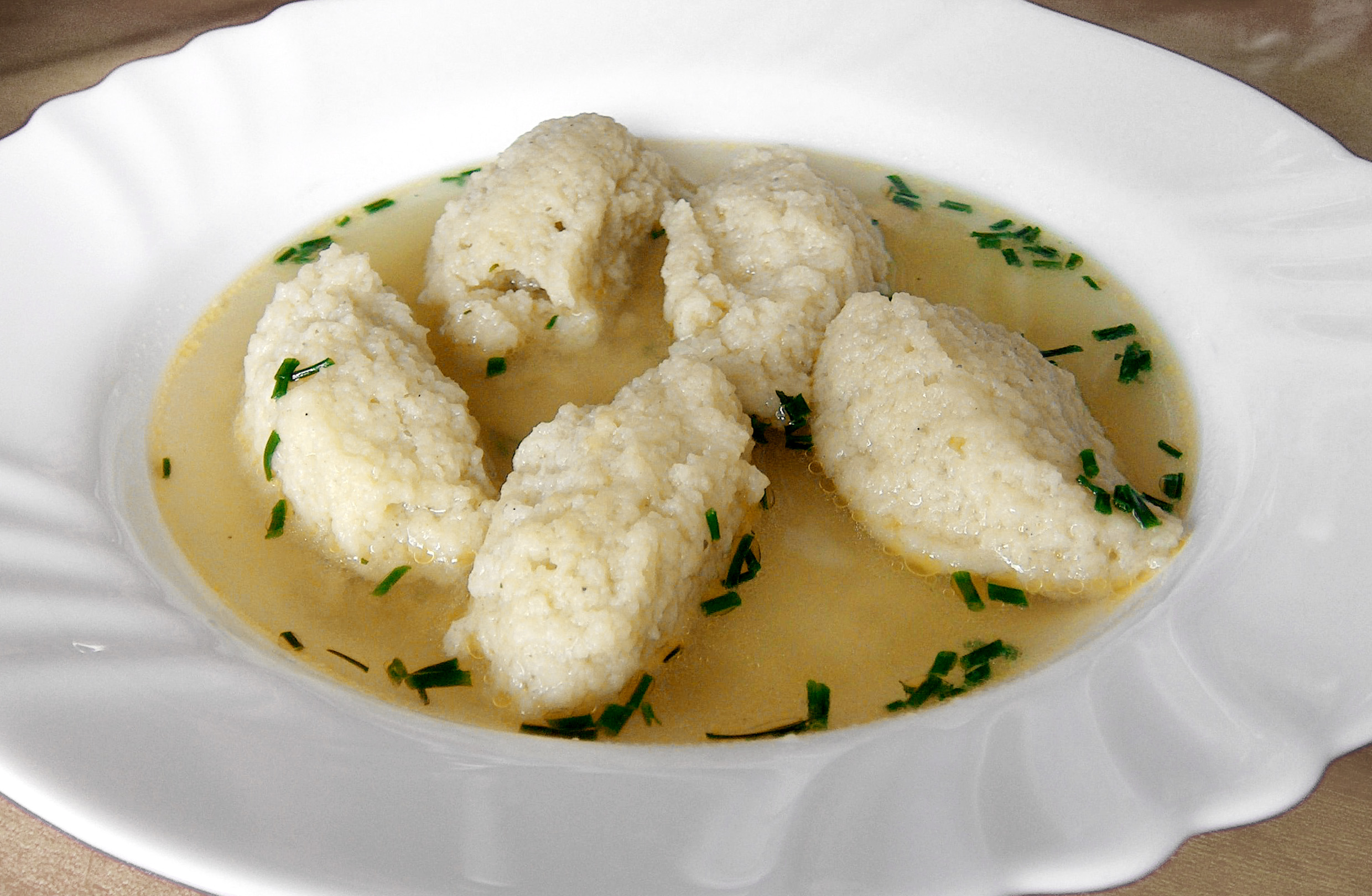
з манними галушками

Манні галушки — популярний вид галушок у багатьох кухнях світу, який замішують на молоці з манної крупи з додаванням яєць та олії. Зазвичай додають в супи. У деяких кухнях солодкі манні галушки подають на десерт.

## Приготування
Для приготування манних галушок необхідно в підсолене молоко чи воду, які закипіли, всипати манну крупу і заварити в'язку манну кашу. Кашу остуджують і додають до неї сирі яйця. Як приправи можуть використовувати мускатний горіх, лимонну цедру і цукор. Потім додають яйця та вершкове масло. Столовою ложкою сформувати невеликі галушки і варити в бульйоні до готовності, поки вони не спливуть на поверхню. Галушки також можна смажити на сковороді або запікати із сиром у духовці. Манні галушки також додають у солодкі супи.